# 調布市立富士見台小学校
調布市立富士見台小学校（ちょうふしりつ ふじみだいしょうがっこう 英称:Chofu City Munipical Fujimidai Elementary School）は、東京都調布市小島町に存在する公立小学校である。

## 沿革

### 開校前
- 1951年（昭和26年）
  - 11月3日 -- 調布町立第一小学校分校として設立[1]。

### 開校後
- 1952年（昭和27年）
  - 4月1日 --- 調布町立富士見台小学校として分離独立[1]。
  - 4月25日 -- 開校式を挙行し、同日を開校記念日と制定[1]。
- 1955年（昭和30年）
  - 4月1日 --- 調布市立富士見台小学校と改称[1]。
- 1962年（昭和37年）
  - 5月25日 -- 開校10周年記念式を挙行[1]。
- 1970年（昭和45年）
  - 4月1日 --- 調布市立多摩川小学校が分離独立[1]。
- 1972年（昭和47年）
  - 4月1日 --- 調布市立杉森小学校が分離独立[1]。
- 1982年（昭和57年）
  - 5月13日 -- 調布市立布田小学校が分離独立[1]。
- 1982年（昭和57年）
  - 5月13日 -- 開校30周年記念式を挙行[1]。
- 1992年（平成4年）
  - 10月17日 - 開校40周年記念式を挙行[1]。
- 2002年（平成14年）
  - 4月1日 --- 障害児学級を開設[1]。
  - 11月8日 -- 開校50周年記念式を挙行[1]。
- 2012年（平成24年）
  - 10月19日 - 開校60周年記念式を挙行[1]。
  - 12月20日 - 学校給食を喫食したことによる食物アレルギーで死亡事故が生起[2]。

### 歴代校長
| 代数 | 氏名 | 発令年月日 | 前職 | 後職 | 脚注 |
| ---- | ---- | ---------- | ---- | ---- | ---- |
| 01   |      |            |      |      |      |

## 校歌
- 作詞：五味保義、作曲：下総晥一[3]

## 通学区域
普通学級
- 下石原2丁目（39～62番）・3丁目（51～72番）、小島町2丁目（1～40番・57～59番）・3丁目、多摩川4丁目（32～41番）・5丁目[4]

特別支援学級
- 下石原2丁目（39～62番）・3丁目（51～72番）、小島町2 - 3丁目、布田3 - 6丁目、染地1丁目、多摩川4丁目（32～41番）・5 - 7丁目[4]

## 進学先中学校
- 調布市立第五中学校（普通学級[4]）
- 調布市立調布中学校（特別支援学級[4]）

## 事故
2012年（平成24年）12月20日、乳製品アレルギーがある5年生の女児がおかわりを求めてチーズの入ったチヂミを誤食、その後倒れて死亡する事故が発生した。直後から市は学校の当時の対応について検証し、以下の再発防止策を策定した。
- そばとピーナツは使用しない
- 完全除去の徹底
- 異なる原因食物が2種類以上使用する場合は、食べられる場合でも該当する食物を全て抜いた除去食を提供
  - 例：卵アレルギーの児童1人とエビアレルギーの児童1人がいる場合、2人ともうずらの卵とエビの両方を抜いた八宝菜を提供。
- 除去食が提供される日は全ての料理のおかわりを禁止

余談だが当該校ではナッツ類アレルギーがある児童が多数おり、体調によって症状が重くなるとの理由から2012年度以降ナッツ類の使用を控えているとのことで（ちなみに死亡した女児にもピーナツアレルギーがあり、これも対象に含まれていた）、2021年（令和3年）度から市内全ての学校で使用しなくなった。